# Mustafa Hanxhiu
Mustafa Agë Hanxhiu lub Mustafa Ali Ibrahimi (ur. 1840 w Tiranie, zm. 1915 w Konstantynopolu) – albański polityk, jeden z sygnatariuszy Albańskiej Deklaracji Niepodległości.

## Życiorys
W 1912 roku reprezentował Durrës na delegacji we Wlorze, gdzie dnia 28 listopada podpisał Albańską Deklarację Niepodległości .